# Гутурама оливкова
Гутура́ма оливкова (Euphonia gouldi) — вид горобцеподібних птахів родини в'юркових (Fringillidae). Мешкає в Мексиці і Центральній Америці. Вид названий на честь англійського орнітолога Джона Гульда.

## Опис

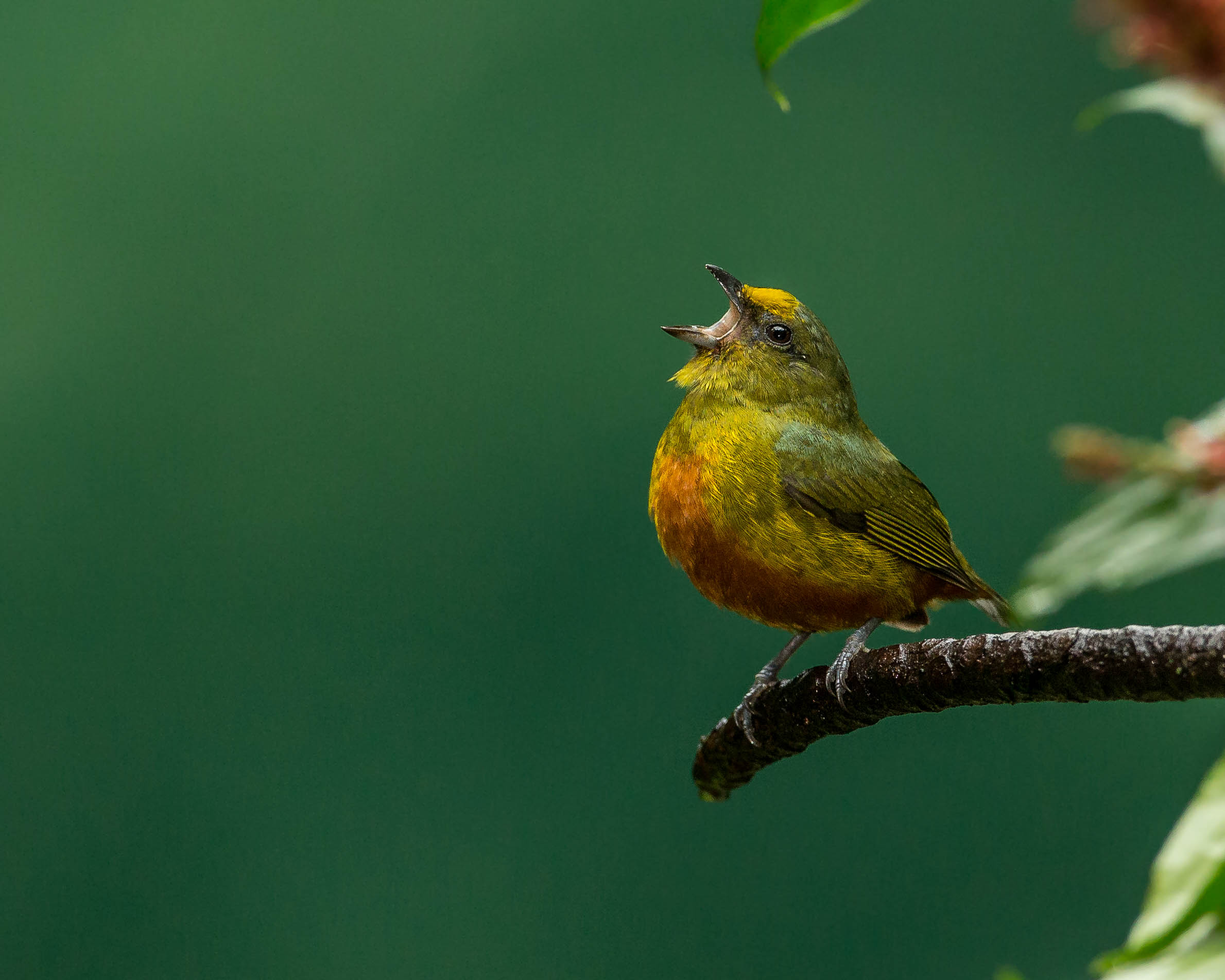
Самиця оливкової гутурами під час співу

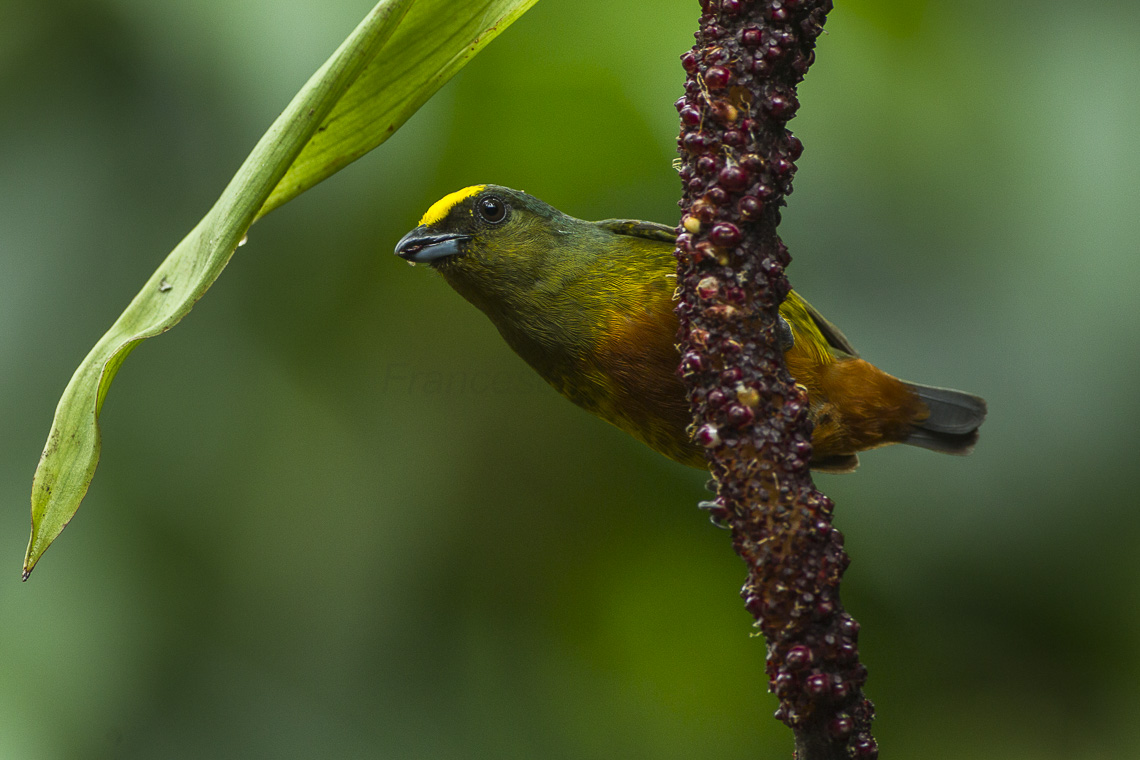
Самиця оливкової гутурами

Довжина птаха становить 9-10 см, вага 11-16 г. У самців голова, спина і крила темно-оливково-зелені з металевим відблиском, махові і стернові пера чорнуваті з зеленувато-жовтими краями. Горло, груди і боки жовтувато-зелені, центральна частина живота і гузка іржасті, на лобі яскраво-зелена пляма. Самиці мають дещо тьмяніше забарвлення, відблиск в їх оперенні відсутній, рудувата пляма обмежена лише гузкою, однак жовта пляма на лобі присутня. Дзьоб і лапи чорні.

## Підвиди
Виділяють два підвиди:
- E. g. gouldi Sclater, PL, 1857 — від південно-східної Мексики до Гондурасу;
- E. g. praetermissa (Peters, JL, 1929) — від південно-східного Гондурасу до Панами.

## Поширення і екологія
Оливкові гутурами мешкають в Мексиці, Гватемалі, Белізі, Гондурасі, Нікарагуа, Коста-Риці і Панамі. Вони живуть у вологих рівнинних тропічних лісах, на узліссях і галявинах та на плантаціях. Зустрічаються парами або невеликими сімейними зграйками, переважно на висоті до 500 м над рівнем моря. Живляться ягодами і плодами (зокрема плодами Anthurium, Miconia і Trema), доповнюють свій раціон дрібними комахами та іншими безхребетними. 
Сезон розмноження триває з лютого по липень. Гніздо кулеподібне, будується самицею і самцем, розміщується на дереві, на висоті від 2 до 11 м над землею. Воно складається з зовнішньої частини, сплетеної з гілочок і рослинних волокон і внутрішної, встеленої мохом, пухом або іншим м'яким матеріалом. В кладці від 2 до 5 білуватих яєць, поцяткованих буруватими плямками. Інкубаційний період триває приблизно 2 тижні. Пташенята покидають гніздо через 3 тижні після вилуплення, однак батьки продовжують піклуватися про них ще деякий час. Насиджує лише самиця, за пташенятами доглядають і самиці, і самці.